# Svartölandet

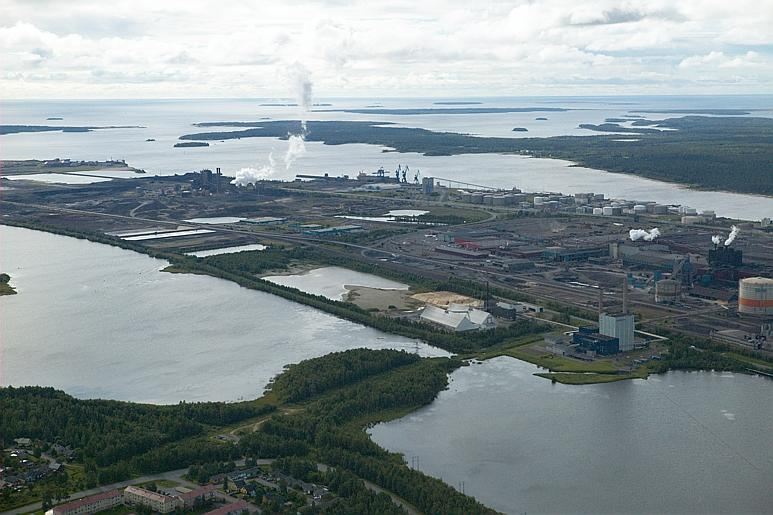
Flygfoto över Svartö industriområde i Svartölandet.

Svartölandet består av de historiska öarna Svartön, Börstskär, Gräsören, Inre och Yttre Sandskär m.fl. mindre öar i Lule skärgård. Svartölandet är numera sammanhängande med Hertsön.
Stora delar av Svartölandet tillhörde ursprungligen Björsbyn i Nederluleå socken, men införlivades 1933 i Luleå stad. Förutom bostadsområdena Svartöstaden, Lövskatan och Malmudden domineras Svartölandet av hamnar och industrier. Här finns SSAB med sitt stålverk och koksverk. På Sandskär invigdes 1996 den nya malmhamnen.